# Marteau fond-de-trou
 (janvier 2015).
Améliorez-le ou discutez des points à vérifier. 
 (juillet 2013).
Si vous disposez d'ouvrages ou d'articles de référence ou si vous connaissez des sites web de qualité traitant du thème abordé ici, merci de compléter l'article en donnant les références utiles à sa vérifiabilité et en les liant à la section « Notes et références ».

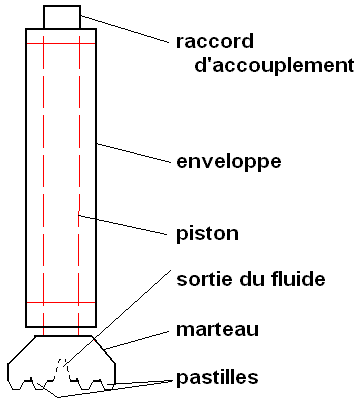
Schéma d'un marteau fond-de-trou.

Le marteau fond-de-trou (MFT), en anglais : down-the-hole drill (DTH), est un outil et une méthode de forage à percussion destiné aux sols durs et cassants comme le calcaire, le grès, le basalte. Il utilise comme fluide de forage de l'air comprimé à haute pression produit par un compresseur autonome et parfois l’eau qui permet de remonter les déblais de forage. Il réduit la roche en petits flocons de poussière.
Le marteau pneumatique équipé d’un taillant est fixé à la base d'un train de tiges et animé en percussion par envoi d'air comprimé dans la ligne de sonde, d'où le nom de « marteau fond-de-trou ».
Le marteau fond-de-trou est particulièrement efficace pour les forages de précision. En effet, comme la percussion se fait directement sur le trépan, les contraintes dans le mât de forage sont amoindries. De cette façon, le marteau de fond garde une trajectoire relativement stable comparativement à un forage avec un marteau de tête où la percussion au sommet du mât de forage peut occasionner de la vibration supplémentaire ou encore une flexion reprise par un moment de flexion dans le trépan.